# Carlos Alberto Barcelos
Carlos Alberto Barcelos (Porto Alegre, 5 de novembro de 1941 – Porto Alegre, 1 de agosto de 1989), conhecido como Roxo ou Nego Roxo, foi um jornalista, radialista e carnavalesco brasileiro. Considerado uma das figuras mais influentes do carnaval de Porto Alegre, destacou-se como diretor de harmonia de escolas de samba e como divulgador do samba no Rio Grande do Sul.

## Biografia
Carlos Alberto Barcelos nasceu nos bairros populares de Areal da Baronesa e Ilhota, em Porto Alegre, locais tradicionalmente ligados à cultura afro-brasileira e ao samba. Desde jovem, esteve envolvido com o carnaval e participou da fundação e organização de escolas de samba.
Sua trajetória como carnavalesco consolidou-se na função de diretor de harmonia, sendo responsável por coordenar o canto, a evolução e o alinhamento dos componentes nas escolas. Atuou em diversas agremiações, com destaque para a Imperadores do Samba, onde contribuiu para a profissionalização dos desfiles na cidade.
Além do trabalho nas escolas, foi colunista do jornal Zero Hora, com a Coluna do Roxo, e atuou como radialista na extinta Rádio Princesa (Porto Alegre), aproximando o público do universo do carnaval.

## Legado
- A pista oficial de desfiles do Complexo Cultural do Porto Seco foi nomeada como Passarela do Samba Carlos Alberto Barcelos, o Roxo.[1]

- Em 1990, a Prefeitura de Porto Alegre criou o Troféu Carlos Alberto Barcelos, o Roxo, destinado ao jornalista destaque na cobertura do carnaval daquele ano.[2]

- Seu neto, Wagner Barcelos, é músico e percussionista do grupo Bloco do Bronx, mantendo viva a tradição musical da família.[3]